# Елинархово
Елинархово — деревня в городском округе Шаховская Московской области России.

## Население
| 1852 | 1859 | 1926 | 2002 | 2006 | 2010 |
| ---- | ---- | ---- | ---- | ---- | ---- |
| 124  | ↘106 | ↗223 | ↘32  | ↘18  | ↗19  |

## География
Расположена примерно в 10 км к северо-востоку от районного центра — посёлка городского типа Шаховская, на правом берегу реки Хмелёвки, впадающей в Колпяну (бассейн Иваньковского водохранилища). В деревне одна улица — Дачная. Соседние населённые пункты — деревни Новоникольское, Темниково и Аксаково. В деревню иногда заезжает автобус №41, идущий до райцентра.

## Исторические сведения
В 1769 году Енинархова — деревня Хованского стана Волоколамского уезда Московской губернии, владение Коллегии экономии, ранее Иосифова монастыря. К владению относилось 165 десятин 1204 сажени пашни, 6 десятин 1944 сажени леса и 5 десятин 1200 саженей сенного покоса. В деревне было 72 души.
В середине XIX века деревня Инархово относилась ко 2-му стану Волоколамского уезда и принадлежала Департаменту государственных имуществ. В деревне было 14 дворов, крестьян 57 душ мужского пола и 67 душ женского.
В «Списке населённых мест» 1862 года — владельческая деревня 1-го стана Волоколамского уезда Московской губернии по правую сторону Московского тракта, шедшего от границы Зубцовского уезда на город Волоколамск, в 21 версте от уездного города, при речке Березовец, с 14 дворами и 106 жителями (50 мужчин, 56 женщин).
По данным на 1890 год деревня Елинархово входила в состав Кульпинской волости, число душ мужского пола составляло 51 человек.
В 1913 году — 32 двора.
По материалам Всесоюзной переписи населения 1926 года — деревня Елизаветинского сельсовета Раменской волости Волоколамского уезда, проживало 223 человека (114 мужчин, 109 женщин), насчитывалось 41 хозяйство (40 крестьянских).
С 1929 года — населённый пункт в составе Шаховского района Московской области.
1994—2006 гг. — деревня Белоколпского сельского округа Шаховского района.
2006—2015 гг. — деревня сельского поселения Раменское Шаховского района.
2015 — н. в. — деревня городского округа Шаховская Московской области.